# André de Marchiennes
André Sylvius de Marchiennes fue un clérigo y cronista francés de los siglos XII y XIII.
Fue un monje de la abadía de Saint-Sauveur d'Anchin y rector de la Abadía de Sainte-Rictrude et Saint-Pierre de Marchiennes, espacio benedictino del Condado de Henao. Bajo la influencia de los príncipes que querían establecer estirpes de prestigio, a veces hasta Carlomagno, se apoyó en fuentes genealógicas sin alinearse a la exactitud histórica.
Una de sus obras más destacadas fue la crónica Historia succincta de gestis et successione regum francorum de 1196. También se le designa como autor del Genealogiae Aquicinctinae, Chronicon Marchianense y Poleticum Marchianense.